# کشتی در ارمنستان
کشتی (ارمنی: ըմբշամարտ əmbšamart) ریشه‌های تاریخی عمیق در ارمنستان دارد. ورزش کشتی از زمان‌های قدیم در سرزمین کوهستانی ارمنستان وجود داشته‌است. ارمنیان ورزش نوع خودشان را «کُخ» نامیده می‌شود. در سال ۲۸۱ میلادی تیرداد سوم ارمنستان در در رشته کشتی برنده بازی‌های المپیک باستان شد.

## تاریخچه
در سال ۲۸۱ میلادی در ۲۶۵مین المپیاد، تیرداد سوم پادشاه ارمنستان (۲۸۶–۳۴۲ میلادی) قهرمان بازی‌های المپیک در رشته کشتی شد. وی در سال ۳۰۱ میلادی مسیحیت را به عنوان مذهب رسمی ارمنستان پذیرفت و ارمنستان را نخستین کشور مسیحی ساخت.

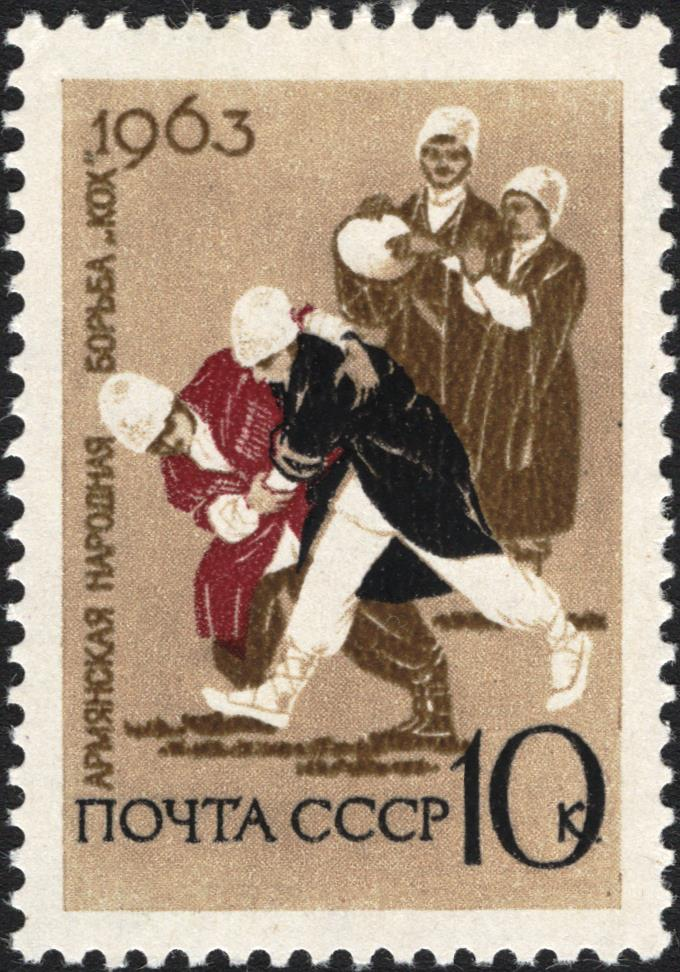
تمبر یادبود ۱۹۶۳ میلادی شوروی کشتی کُخ سنتی ارمنستان نقش بسته

### تاریخچه باستان
کُخ (ارمنی: Կոխ) کشتی ملی ارمنستان است.

### دوره شوروی
سارگیس واردانیان دو بار در سال‌های ۱۹۴۰ و ۱۹۴۴ قهرمان شوروی در رشته کشتی فرنگی شد. در سال‌های بعد فرنگی‌کاران ارمنی نقش بسزایی در کشتی شوروی داشتند. سرشناس‌ترین آن‌ها عبارتنداز: آرتم تریان (نخستین مدال‌آور کشتی بازی‌های المپیک)، سورن نالباندیان (قهرمان بازی‌های المپیک ۱۹۷۶)، ساناسار هوهانیسیان (قهرمان بازی‌های المپیک ۱۹۸۰)، نورایر موشغیان (قهرمان جهان ۱۹۵۸)، بنور پاشایان (قهرمان جهان ۱۹۸۲, ۱۹۸۳)، لوون جولفالاکیان (قهرمان جهان ۱۹۸۶) و مناتساکان ایسکانداریان (قهرمان جهان ۱۹۹۰, ۱۹۹۱, ۱۹۹۴)

### ارمنستان مستقل
فدراسیون کشتی آزاد ارمنستان و فدراسیون کشتی فرنگی ارمنستان در سال ۱۹۹۲ تأسیس شد و در سال ۱۹۹۶ با ادغام آن‌ها فدراسیون کشتی ارمنستان شکل گرفت.
به گفته «رازمیک استپانیان» دبیر کمیته المپیک ارمنستان از سال ۲۰۰۹ میلادی، ۲۵ مدرسه کشتی در استان ارمنستان، ۳۰۴ مربی و ۷۴۵۴ ورزشکار در رشته کشتی فعالند

## آمارها

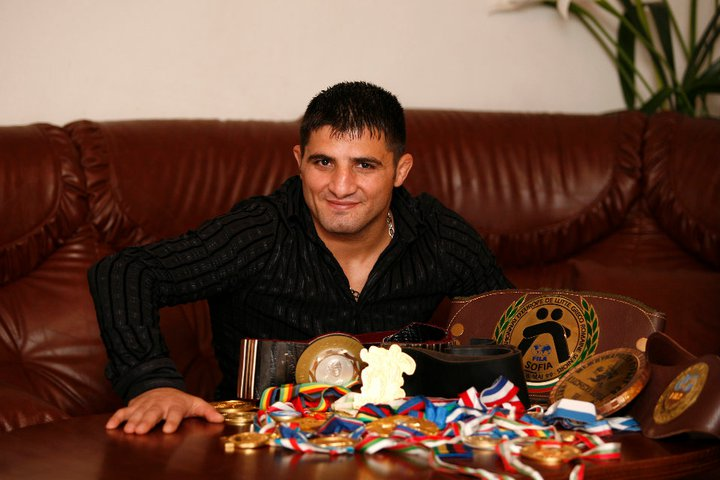
آرمن نازاریان نخستین قهرمان بازی‌های المپیک ارمنستان است

### بازی‌های المپیک
8 of the 15 Olympic medals of Armenia are from wrestling.
| بازی‌ها             | ورزشکار            | سیک و وزن                                                     | Position | Ref    |
| ------------------ | ------------------ | ------------------------------------------------------------- | -------- | ------ |
| ۱۹۹۶ آتلانتا       | آرمن نازاریان      | کشتی فرنگی 52 ک‌گ                                              | طلا      | [ ۸ ]  |
| ۱۹۹۶ آتلانتا       | آرمن مکرتچیان      | Freestyle 48 ک‌گ                                               | نقره     | [ ۹ ]  |
| ۲۰۰۸ پکن           | رومن آمویان        | کشتی فرنگی 55 ک‌گ                                              | برنز     | [ ۱۰ ] |
| ۲۰۰۸ پکن           | یوری پاتریکیان     | کشتی فرنگی 120 ک‌گ                                             | برنز     | [ ۱۱ ] |
| ۲۰۱۲ لندن          | آرسن جولفالاکیان   | کشتی در بازی‌های المپیک تابستانی ۲۰۱۲ – ۷۴ کیلوگرم فرنگی مردان | نقره     | [ ۱۲ ] |
| ۲۰۱۲ لندن          | آرتور الکسانیان    | ۹۶ ک‌گ مردان                                                   | برنز     | [ ۱۳ ] |
| ۲۰۱۶ ریو دو ژانیرو | میهران هاروتیونیان | ۶۶ ک‌گ مردان                                                   | نقره     | [ ۱۴ ] |
| ۲۰۱۶ ریو دو ژانیرو | آرتور الکسانیان    | ۹۸ ک‌گ مردان                                                   | طلا      | [ ۱۵ ] |

### قهرمانی جهان
| سال                            | ورزشکار           | وزن                                                     | Position | Ref    |
| ------------------------------ | ----------------- | ------------------------------------------------------- | -------- | ------ |
| ۱۹۹۳ استکهلم                   | آرمن نازاریان     | ۵۲ ک‌گ                                                   | نقره     | [ ۱۶ ] |
| ۱۹۹۳ استکهلم                   | آغاسی مانوکیان    | ۵۷ ک‌گ                                                   | طلا      | [ ۱۶ ] |
| مسابقات قهرمانی کشتی جهان ۱۹۹۵ | آرمن نازاریان     | ۵۲ ک‌گ                                                   | نقره     | [ ۱۷ ] |
| ۱۹۹۵ پراگ                      | مخیتار مانوکیان   | ۶۲ ک‌گ                                                   | برنز     | [ ۱۷ ] |
| مسابقات قهرمانی کشتی جهان ۱۹۹۷ | واهان جوهاریان    | ۵۴ ک‌گ                                                   | نقره     | [ ۱۸ ] |
| مسابقات قهرمانی کشتی جهان ۲۰۰۱ | کارن مناتساکانیان | ۵۸ ک‌گ                                                   | نقره     | [ ۱۹ ] |
| ۲۰۰۱ پاتراس                    | واقیناک گالستیان  | ۶۳ ک‌گ                                                   | طلا      | [ ۱۹ ] |
| مسابقات قهرمانی کشتی جهان ۲۰۰۷ | یوری پاتریکیان    | ۱۲۰ ک‌گ                                                  | برنز     | [ ۲۰ ] |
| مسابقات قهرمانی کشتی جهان ۲۰۰۹ | رومن آمویان       | ۵۵ ک‌گ                                                   | نقره     | [ ۲۱ ] |
| ۲۰۱۰ مسکو                      | رومن آمویان       | ۵۵ ک‌گ                                                   | برنز     | [ ۲۲ ] |
| 2010 مسکو                      | آرسن جولفالاکیان  | ۷۴ ک‌گ                                                   | نقره     | [ ۲۲ ] |
| 2010 مسکو                      | یوری پاتریکیان    | ۱۲۰ ک‌گ                                                  | نقره     | [ ۲۲ ] |
| مسابقات قهرمانی کشتی جهان ۲۰۱۱ | آرسن جولفالاکیان  | ۷۴ ک‌گ                                                   | برنز     | [ ۲۳ ] |
| ۲۰۱۳ بوداپست                   | رومن آمویان       | مسابقات قهرمانی کشتی جهان ۲۰۱۳ – ۵۵ کیلوگرم فرنگی مردان | برنز     | [ ۲۴ ] |
| ۲۰۱۳ بوداپست                   | آرسن جولفالاکیان  | مسابقات قهرمانی کشتی جهان ۲۰۱۳ – ۷۴ کیلوگرم فرنگی مردان | برنز     | [ ۲۴ ] |
| ۲۰۱۳ بوداپست                   | آرتور الکسانیان   | مسابقات قهرمانی کشتی جهان ۲۰۱۳ – ۹۶ کیلوگرم فرنگی مردان | نقره     | [ ۲۴ ] |
| ۲۰۱۴ تاشکند                    | آرسن جولفالاکیان  | مسابقات قهرمانی کشتی جهان ۲۰۱۴ – ۷۵ کیلوگرم فرنگی مردان | طلا      |        |
| ۲۰۱۴ تاشکند                    | آرتور الکسانیان   | مسابقات قهرمانی کشتی جهان ۲۰۱۴ – ۹۸ کیلوگرم فرنگی مردان | طلا      |        |
| مسابقات قهرمانی کشتی جهان ۲۰۱۵ | آرتور الکسانیان   | ۹۸ ک‌گ مردان                                             | طلا      |        |

| سال                            | ورزشکار         | وزن                                                    | Position | Ref    |
| ------------------------------ | --------------- | ------------------------------------------------------ | -------- | ------ |
| مسابقات قهرمانی کشتی جهان ۱۹۹۵ | آرمن مکرتچیان   | ۴۸ ک‌گ                                                  | برنز     | [ ۲۵ ] |
| ۱۹۹۵ آتلانتا                   | آرائیک گوورگیان | ۶۸ ک‌گ                                                  | طلا      | [ ۲۵ ] |
| مسابقات قهرمانی کشتی جهان ۱۹۹۷ | آرائیک گوورگیان | ۶۹ ک‌گ                                                  | طلا      | [ ۲۶ ] |
| مسابقات قهرمانی کشتی جهان ۱۹۹۸ | آرائیک گوورگیان | ۶۹ ک‌گ                                                  | طلا      | [ ۲۷ ] |
| مسابقات قهرمانی کشتی جهان ۲۰۰۲ | آرام مارگاریان  | ۶۰ ک‌گ                                                  | طلا      | [ ۲۸ ] |
| مسابقات قهرمانی کشتی جهان ۲۰۰۵ | مارتین بربریان  | ۶۰ ک‌گ                                                  | برنز     | [ ۲۹ ] |
| مسابقات قهرمانی کشتی جهان ۲۰۰۶ | روسلان باسیف    | ۱۲۰ ک‌گ                                                 | برنز     | [ ۳۰ ] |
| مسابقات قهرمانی کشتی جهان ۲۰۱۳ | داویت صافاریان  | مسابقات قهرمانی کشتی جهان ۲۰۱۳ – ۶۶ کیلوگرم آزاد مردان | طلا      | [ ۲۴ ] |

### قهرمانی اروپا
| سال            | ورزشکار           | وزن    | Position | Ref    |
| -------------- | ----------------- | ------ | -------- | ------ |
| ۱۹۹۴ آتن       | آرمن نازاریان     | ۵۲ ک‌گ  | طلا      | [ ۳۱ ] |
| ۱۹۹۴ آتن       | آغاسی مانوکیان    | ۶۲ ک‌گ  | نقره     | [ ۳۱ ] |
| ۱۹۹۵ بزانسون   | آرمن نازاریان     | ۵۲ ک‌گ  | طلا      | [ ۳۲ ] |
| ۱۹۹۵ بزانسون   | آغاسی مانوکیان    | ۵۷ ک‌گ  | نقره     | [ ۳۲ ] |
| ۱۹۹۶ بوداپست   | آرمن نازاریان     | ۵۲ ک‌گ  | نقره     | [ ۳۳ ] |
| ۱۹۹۶ بوداپست   | مخیتار مانوکیان   | ۶۲ ک‌گ  | برنز     | [ ۳۳ ] |
| ۱۹۹۷ کوولا     | کارن مناتساکانیان | ۵۸ ک‌گ  | طلا      | [ ۳۴ ] |
| ۱۹۹۹ صوفیه     | کارن مناتساکانیان | ۵۸ ک‌گ  | برنز     | [ ۳۵ ] |
| ۲۰۰۰ مسکو      | موسس کاراپتیان    | ۶۹ ک‌گ  | برنز     | [ ۳۶ ] |
| ۲۰۰۱ استانبول  | موسس کاراپتیان    | ۶۹ ک‌گ  | برنز     | [ ۳۷ ] |
| ۲۰۰۳ بلگراد    | رومن آمویان       | ۵۵ ک‌گ  | نقره     | [ ۳۸ ] |
| 2003 بلگراد    | لوون گغامیان      | ۸۴ ک‌گ  | نقره     | [ ۳۸ ] |
| ۲۰۰۴ هاپاراندا | واهان جوهاریان    | ۶۰ ک‌گ  | طلا      | [ ۳۹ ] |
| ۲۰۰۵ وارنا     | رومن آمویان       | ۵۵ ک‌گ  | نقره     | [ ۴۰ ] |
| ۲۰۰۵ وارنا     | موسس کاراپتیان    | ۷۴ ک‌گ  | طلا      | [ ۴۰ ] |
| ۲۰۰۶ مسکو      | رومن آمویان       | ۵۵ ک‌گ  | طلا      | [ ۴۱ ] |
| ۲۰۰۶ مسکو      | کارن مناتساکانیان | ۶۰ ک‌گ  | طلا      | [ ۴۱ ] |
| ۲۰۰۶ مسکو      | دنیس فوروف        | ۸۴ ک‌گ  | نقره     | [ ۴۱ ] |
| ۲۰۰۸ تامپره    | رومن آمویان       | ۵۵ ک‌گ  | نقره     | [ ۴۲ ] |
| ۲۰۰۸ تامپره    | یوری پاتریکیان    | ۱۲۰ ک‌گ | طلا      | [ ۴۲ ] |
| ۲۰۰۹ ویلنیوس   | آرسن جولفالاکیان  | ۷۴ ک‌گ  | طلا      | [ ۴۳ ] |
| ۲۰۰۹ ویلنیوس   | یوری پاتریکیان    | ۱۲۰ ک‌گ | طلا      | [ ۴۱ ] |
| ۲۰۱۱ دورتموند  | رومن آمویان       | ۵۵ ک‌گ  | طلا      | [ ۴۴ ] |
| ۲۰۱۱ دورتموند  | آرتور شاهینیان    | ۸۴ ک‌گ  | برنز     | [ ۴۴ ] |
| ۲۰۱۱ دورتموند  | آرتور الکسانیان   | ۹۶ ک‌گ  | نقره     | [ ۴۴ ] |
| ۲۰۱۱ دورتموند  | یوری پاتریکیان    | ۹۶ ک‌گ  | برنز     | [ ۴۴ ] |
| ۲۰۱۲ بلگراد    | آرسن جولفالاکیان  | ۷۴ ک‌گ  | برنز     | [ ۴۵ ] |
| ۲۰۱۲ بلگراد    | آرتور الکسانیان   | ۹۶ ک‌گ  | طلا      | [ ۴۶ ] |
| ۲۰۱۲ بلگراد    | یوری پاتریکیان    | ۱۲۰ ک‌گ | برنز     | [ ۴۷ ] |
| ۲۰۱۳ تفلیس     | آرتور الکسانیان   | ۹۶ ک‌گ  | طلا      | [ ۴۸ ] |
| ۲۰۱۳ تفلیس     | واچیک یغیازاریان  | ۱۲۰ ک‌گ | برنز     | [ ۴۹ ] |
| ۲۰۱۳ تفلیس     | آرتور شاهینیان    | ۸۴ ک‌گ  | برنز     | [ ۵۰ ] |
| ۲۰۱۴ وانتا     | آرسن جولفالاکیان  | ۷۵ ک‌گ  | نقره     |        |
| ۲۰۱۴ وانتا     | آرتور الکسانیان   | ۹۸ ک‌گ  | طلا      |        |
| ۲۰۱۶ ریگا      | وارشام بورانیان   | ۷۱ ک‌گ  | طلا      |        |
| ۲۰۱۶ ریگا      | رومن آمویان       | ۵۹ ک‌گ  | نقره     |        |
| ۲۰۱۶ ریگا      | کاراپت چالیان     | ۷۵ ک‌گ  | برنز     |        |
| ۲۰۱۶ ریگا      | آرتور الکسانیان   | ۹۸ ک‌گ  | نقره     |        |

| سال                             | ورزشکار           | وزن    | Position | Ref    |
| ------------------------------- | ----------------- | ------ | -------- | ------ |
| ۱۹۹۳ استانبول                   | آرائیک گوورگیان   | 68 ک‌گ  | نقره     | [ ۵۱ ] |
| ۱۹۹۴ رم                         | آرمن مکرتچیان     | 48 ک‌گ  | طلا      | [ ۵۲ ] |
| ۱۹۹۴ رم                         | آنوشاوان ساهاکیان | 57 ک‌گ  | طلا      | [ ۵۲ ] |
| ۱۹۹۴ رم                         | آرائیک باغدادیان  | 62 ک‌گ  | نقره     | [ ۵۲ ] |
| ۱۹۹۴ رم                         | آرائیک گوورگیان   | 68 ک‌گ  | نقره     | [ ۵۲ ] |
| ۱۹۹۵ فرایبورگ                   | آرائیک گوورگیان   | 68 ک‌گ  | برنز     | [ ۵۳ ] |
| ۱۹۹۶ بوداپست                    | آرمن مکرتچیان     | 48 ک‌گ  | نقره     | [ ۵۴ ] |
| ۱۹۹۶ بوداپست                    | آرائیک گوورگیان   | 68 ک‌گ  | نقره     | [ ۵۴ ] |
| ۱۹۹۷ ورشو                       | آرائیک گوورگیان   | 69 ک‌گ  | طلا      | [ ۵۵ ] |
| ۱۹۹۸ براتیسلاوا                 | آرائیک گوورگیان   | 76 ک‌گ  | نقره     | [ ۵۶ ] |
| ۲۰۰۱ بوداپست                    | آرمن مکرتچیان     | 54 ک‌گ  | برنز     | [ ۵۷ ] |
| ۲۰۰۳ ریگا                       | محمد آقایف        | 84 ک‌گ  | نقره     | [ ۵۸ ] |
| ۲۰۰۴ آنکارا                     | مارتین بربریان    | 55 ک‌گ  | طلا      | [ ۵۹ ] |
| ۲۰۰۶ مسکو                       | روسلان کوکائف     | 74 ک‌گ  | نقره     | [ ۶۰ ] |
| ۲۰۰۶ مسکو                       | وادیم لالیف       | 84 ک‌گ  | برنز     | [ ۶۰ ] |
| ۲۰۰۶ مسکو                       | شامیل گیتینوف     | 96 ک‌گ  | نقره     | [ ۶۰ ] |
| ۲۰۰۷ صوفیه                      | شامیل گیتینوف     | 96 ک‌گ  | برنز     | [ ۶۱ ] |
| ۲۰۰۹ ویلنیوس                    | ژیرایر هوهانیسیان | 66 ک‌گ  | برنز     | [ ۶۲ ] |
| ۲۰۰۹ ویلنیوس                    | ادگار ینوکیان     | 96 ک‌گ  | برنز     | [ ۶۲ ] |
| ۲۰۰۹ ویلنیوس                    | روسلان باسیف      | 120 ک‌گ | نقره     | [ ۶۲ ] |
| ۲۰۱۱ دورتموند                   | موسی مرتضی‌علیف    | 74 ک‌گ  | نقره     | [ ۴۴ ] |
| مسابقات قهرمانی کشتی اروپا ۲۰۱۲ | داویت صافاریان    | 66 ک‌گ  | برنز     | [ ۶۳ ] |
| ۲۰۱۳ تفلیس                      | داویت صافاریان    | ۶۶ ک‌گ  | طلا      | [ ۶۴ ] |
| ۲۰۱۳ تفلیس                      | موسی مرتضی‌علیف    | ۸۴ ک‌گ  | نقره     | [ ۶۵ ] |
| ۲۰۱۴ وانتا                      | Garik Barseghyan  | 57 ک‌گ  | برنز     |        |
| ۲۰۱۴ وانتا                      | گریگور گریگوریان  | 70 ک‌گ  | نقره     |        |
| ۲۰۱۴ وانتا                      | موسی مرتضی‌علیف    | 86 ک‌گ  | برنز     |        |

### قهرمانی اروپا (زنان)
| سال       | ورزشکار        | سبک و وزن       | Position | Ref    |
| --------- | -------------- | --------------- | -------- | ------ |
| ۲۰۰۶ مسکو | کارینه شادویان | Freestyle 72 ک‌گ | برنز     | [ ۶۶ ] |

### جام جهانی
| سال              | Position | سبک        | ورزشکار عضو | Ref    |
| ---------------- | -------- | ---------- | --- | ------ |
| 2009 کلرمون-فران | برنز     | کشتی فرنگی | |        |
| ۲۰۱۰ ایروان      | برنز     | کشتی آزاد  | ۵۵ ک‌گ: رومن آمویان & هاروتیون هوهانیسیان · ۶۰ ک‌گ: آرشاک هاروتیونیان & واهان جوهاریان · ۶۶ ک‌گ: آرام آدیکیان & هوهانس وارترسیان · ۷۴ ک‌گ: وارشام بورانیان & آرسن جولفالاکیان · ۸۴ ک‌گ: دنیس فوروف & تیگران ساهاکیان · ۹۶ ک‌گ: آرمان گغامیان & سارگیس تونویان · ۱۲۰ ک‌گ: یوری پاتریکیان & واچیک یغیازاریان | [ ۶۷ ] |

در زیر فهرست مدال‌داران اهل ارمنستان در رقابت‌های کشتی آورده شده‌است:

## قهرمانی اروپا
| سال  | مدال | کشتی‌گیر           | رشته       | مکان        | وزن    |
| ---- | ---- | ----------------- | ---------- | ----------- | ------ |
| ۲۰۰۶ | نقره | روسلان کوکائف     | کشتی آزاد  | مسکو        | ۷۴ ک‌گ  |
| ۱۹۹۴ | طلا  | آنوشاوان ساهاکیان | کشتی آزاد  | رم          | ۵۷ ک‌گ  |
| ۲۰۱۱ | نقره | موسی مرتضی‌علیف    | کشتی آزاد  | دورتموند    | ۷۴ ک‌گ  |
| ۲۰۱۳ | نقره | موسی مرتضی‌علیف    | کشتی آزاد  | تفلیس       | ۸۴ ک‌گ  |
| ۲۰۱۴ | برنز | موسی مرتضی‌علیف    | کشتی آزاد  | وانتا       | ۸۶ ک‌گ  |
| ۲۰۰۴ | طلا  | مارتین بربریان    | کشتی آزاد  | آنکارا      | ۵۵ ک‌گ  |
| ۱۹۸۲ | نقره | ولادیمیر مودوسیان | کشتی آزاد  | وارنا       | ۸۲ ک‌گ  |
| ۱۹۸۷ | نقره | ولادیمیر مودوسیان | کشتی آزاد  | ولیکو ترنوو | ۸۲ ک‌گ  |
| ۲۰۰۹ | برنز | ادگار ینوکیان     | کشتی آزاد  | ویلنیوس     | ۹۶ ک‌گ  |
| ۲۰۱۳ | برنز | واچیک یغیازاریان  | کشتی فرنگی | تفلیس       | ۱۲۰ ک‌گ |
| ۲۰۰۹ | نقره | روسلان باسیف      | کشتی آزاد  | ویلنیوس     | ۱۲۰ ک‌گ |
| ۲۰۰۰ | برنز | موسس کاراپتیان    | کشتی فرنگی | مسکو        | ۶۹ ک‌گ  |
| ۲۰۰۱ | برنز | موسس کاراپتیان    | کشتی فرنگی | استانبول    | ۶۹ ک‌گ  |
| ۲۰۰۵ | طلا  | موسس کاراپتیان    | کشتی فرنگی | وارنا       | ۷۴ ک‌گ  |
| ۲۰۱۱ | برنز | آرتور شاهینیان    | کشتی فرنگی | دورتموند    | ۸۴ ک‌گ  |
| ۲۰۱۳ | برنز | آرتور شاهینیان    | کشتی فرنگی | تفلیس       | ۸۴ ک‌گ  |
| ۲۰۰۶ | برنز | کارینه شادویان    | کشتی آزاد  | مسکو        | ۷۲ ک‌گ  |
| ۲۰۰۳ | نقره | لوون گغامیان      | کشتی فرنگی | بلگراد      | ۸۴ ک‌گ  |
| ۲۰۰۶ | نقره | شامیل گیتینوف     | کشتی آزاد  | مسکو        | ۹۶ ک‌گ  |
| ۲۰۰۷ | برنز | شامیل گیتینوف     | کشتی آزاد  | صوفیه       | ۹۶ ک‌گ  |
| ۲۰۱۴ | نقره | گریگور گریگوریان  | کشتی آزاد  | وانتا       | ۷۰ ک‌گ  |
| ۱۹۹۷ | طلا  | کارن مناتساکانیان | کشتی فرنگی | کوولا       | ۵۸ ک‌گ  |
| ۱۹۹۹ | برنز | کارن مناتساکانیان | کشتی فرنگی | صوفیه       | ۵۸ ک‌گ  |
| ۲۰۰۶ | طلا  | کارن مناتساکانیان | کشتی فرنگی | مسکو        | ۵۸ ک‌گ  |
| ۲۰۰۹ | برنز | ژیرایر هوهانیسیان | کشتی آزاد  | ویلنیوس     | ۶۶ ک‌گ  |
| ۱۹۹۴ | نقره | آرائیک باغدادیان  | کشتی آزاد  | رم          | ۶۲ ک‌گ  |
| ۲۰۰۳ | نقره | محمد آقایف        | کشتی آزاد  | ریگا        | ۸۴ ک‌گ  |
| ۱۹۹۴ | نقره | آغاسی مانوکیان    | کشتی فرنگی | آتن         | ۶۲ ک‌گ  |
| ۱۹۹۵ | نقره | آغاسی مانوکیان    | کشتی فرنگی | بزانسون     | ۵۷ ک‌گ  |
| ۱۹۸۹ | طلا  | گنل مجلومیان      | کشتی آزاد  | آنکارا      | ۴۸ ک‌گ  |

## قهرمانی جهان
| سال                            | مدال | کشتی‌گر            | رشته       | مکان        | وزن    |
| ------------------------------ | ---- | ----------------- | ---------- | ----------- | ------ |
| 1986                           | نقره | ولادیمیر مودوسیان | کشتی آزاد  | بوداپست     | ۸۲ ک‌گ  |
| 1987                           | برنز | ولادیمیر مودوسیان | کشتی آزاد  | کلرمون-فران | ۸۲ ک‌گ  |
| 1989                           | برنز | گنل مجلومیان      | کشتی آزاد  | مارتینی     | ۴۸ ک‌گ  |
| 1993                           | طلا  | آغاسی مانوکیان    | کشتی فرنگی | استکهلم     | ۵۷ ک‌گ  |
| 1993                           | نقره | آرمن نازاریان     | کشتی فرنگی | استکهلم     | ۵۲ ک‌گ  |
| 1995                           | برنز | آرمن مکرتچیان     | کشتی آزاد  | آتلانتا     | ۴۸ ک‌گ  |
| 1995                           | طلا  | آرائیک گوورگیان   | کشتی آزاد  | آتلانتا     | ۶۸ ک‌گ  |
| 1995                           | نقره | آرمن نازاریان     | کشتی فرنگی | پراگ        | ۵۲ ک‌گ  |
| 1995                           | برنز | مخیتار مانوکیان   | کشتی فرنگی | پراگ        | ۶۲ ک‌گ  |
| 1997                           | طلا  | آرائیک گوورگیان   | کشتی آزاد  | کراسنویارسک | ۶۹ ک‌گ  |
| 1997                           | نقره | واهان جوهاریان    | کشتی فرنگی | کراسنویارسک | ۵۴ ک‌گ  |
| 1998                           | طلا  | آرائیک گوورگیان   | کشتی آزاد  | تهران       | ۶۹ ک‌گ  |
| 2001                           | نقره | کارن مناتساکانیان | کشتی فرنگی | پاتراس      | ۵۸ ک‌گ  |
| 2001                           | طلا  | واقیناک گالستیان  | کشتی فرنگی | پاتراس      | ۶۳ ک‌گ  |
| 2002                           | طلا  | آرام مارگاریان    | کشتی آزاد  | تهران       | ۶۰ ک‌گ  |
| 2005                           | برنز | مارتین بربریان    | کشتی آزاد  | بوداپست     | ۶۰ ک‌گ  |
| 2006                           | برنز | روسلان باسیف      | کشتی آزاد  | گوانگ‌ژ      | ۱۲۰ ک‌گ |
| 2007                           | برنز | یوری پاتریکیان    | کشتی فرنگی | باکو        | ۱۲۰ ک‌گ |
| 2009                           | نقره | رومن آمویان       | کشتی فرنگی | هرنینگ      | ۵۵ ک‌گ  |
| ۲۰۱۰                           | برنز | رومن آمویان       | کشتی فرنگی | مسکو        | ۵۵ ک‌گ  |
| ۲۰۱۰                           | نقره | آرسن جولفالاکیان  | کشتی فرنگی | مسکو        | ۷۴ ک‌گ  |
| ۲۰۱۰                           | نقره | یوری پاتریکیف     | کشتی فرنگی | مسکو        | ۱۲۰ ک‌گ |
| ۲۰۱۱                           | برنز | آرسن جولفالاکیان  | کشتی فرنگی |             | ۷۴ ک‌گ  |
| ۲۰۰۱                           | برنز | آرسن جولفالاکیان  | کشتی فرنگی |             | ۷۴ ک‌گ  |
| ۲۰۱۳                           | طلا  | دیوید صفریان      | کشتی آزاد  | بوداپست     | ۶۶ ک‌گ  |
| ۲۰۱۳                           | برنز | رومن آمویان       | کشتی فرنگی | بوداپست     | ۵۵ ک‌گ  |
| مسابقات قهرمانی کشتی جهان ۲۰۱۳ | برنز | آرسن جولفالاکیان  | کشتی فرنگی | بوداپست     | ۷۴ ک‌گ  |
| مسابقات قهرمانی کشتی جهان ۲۰۱۳ | نقره | آرتور الکسانیان   | کشتی فرنگی | بوداپست     | ۹۶ ک‌گ  |
| مسابقات قهرمانی کشتی جهان ۲۰۱۴ | طلا  | آرسن جولفالاکیان  | کشتی فرنگی | تاشکند      | ۷۵ ک‌گ  |
| مسابقات قهرمانی کشتی جهان ۲۰۱۴ | طلا  | آرتور الکسانیان   | کشتی فرنگی | تاشکند      | ۹۸ ک‌گ  |
| مسابقات قهرمانی کشتی جهان ۲۰۱۵ | طلا  | آرتور الکسانیان   | کشتی فرنگی | لاس وگاس    | ۹۸ ک‌گ  |
| مسابقات قهرمانی کشتی جهان ۲۰۱۷ | طلا  | ماکسیم مانوکیان   | کشتی فرنگی | پاریس       | ۸۰ ک‌گ  |
| مسابقات قهرمانی کشتی جهان ۲۰۱۷ | طلا  | آرتور الکسانیان   | کشتی فرنگی | پاریس       | ۹۸ ک‌گ  |
| مسابقات قهرمانی کشتی جهان 2017 | برنز | گئورگی کتویف      | کشتی آزاد  | پاریس       | ۹۷ ک‌گ  |
| مسابقات قهرمانی کشتی جهان 2017 | برنز | لوان بریانیدزه    | کشتی آزاد  | پاریس       | ۱۲۵ ک‌گ |

## جام جهانی
| سال  | مدال | کشتی‌گر              | رشته       | مکان        | وزن   |
| ---- | ---- | ------------------- | ---------- | ----------- | ----- |
| 1984 | نقره | ولادیمیر مودوسیان   | کشتی آزاد  | تولیدو      | ۸۲ ک‌گ |
| 1985 | طلا  | ولادیمیر مودوسیان   | کشتی آزاد  | تولید و     | ک‌گ    |
| 1986 | برنز | ولادیمیر مودوسیان   | کشتی آزاد  | تولید و     | ۸۲ ک‌گ |
| ۲۰۱۳ | طلا  | سارگیس تونویان      | کشتی فرنگی | تهران       | ۹۶ ک‌گ |
| 2009 | برنز | آرمان گغامیان       | کشتی فرنگی | کلرمون-فران | ۹۶ ک‌گ |
| 2010 | نقره | آرمان گغامیان       | کشتی فرنگی | ایروان      | ۹۶ ک‌گ |
| ۲۰۱۳ | برنز | هاروتیون هوهانیسیان | کشتی فرنگی | تهران       | ۵۵ ک‌گ |
| ۲۰۱۲ | نقره | آرتور مکرتچیان      | کشتی فرنگی | سارانسک     | ۶۰ ک‌گ |
| ۲۰۱۳ | نقره | آلکساندر میکائلیان  | کشتی فرنگی | تهران       | ۶۰ ک‌گ |
| 1988 | طلا  | آغاسی مانوکیان      | کشتی فرنگی | آتن         | ۵۷ ک‌گ |
| ۲۰۱۳ | برنز | هراچ هواهنیسیان     | کشتی فرنگی | تهران       | ۸۴ ک‌گ |
| ۱۹۹۰ | طلا  | گنل مجلومیان        | کشتی آزاد  | تولیدو      | ۴۸ ک‌گ |

## المپیک
| سال | مدال | کشتی‌گر | رشته | مکان | وزن |
| --- | ---- | ------ | ---- | ---- | --- |

## المپیک جوانان
- ۲۰۱۰ برنز آرتاک هوهانیسیان - کشتی آزاد - ۴۶